# 广东倒吊笔
广东倒吊笔（学名：Wrightia kwangtungensis）是夹竹桃科倒吊笔属的植物。分布在越南以及中国大陆的广东等地，生长于海拔300米至1,500米的地区，见于路旁及山地疏林中，目前尚未由人工引种栽培。

## 异名
- Wrightia kwangtungensis Tsiang